# Helmut Plattner (Jazzmusiker)
Helmut Plattner (* 11. April 1940 in Sieghartskirchen; † 24. September 2016 ebd.) war ein österreichischer Jazzmusiker (Trompete, auch Sopransaxophon, Komposition). Zunächst dem Dixieland und Swingjazz verpflichtet, war er ab den späten 1970er Jahren auch im Fusionbereich tätig.

## Leben und Wirken
Plattner erlernte als Fan von Louis Armstrong die Trompete als Autodidakt. Ab 1960 spielte er nebenberuflich Dixieland und Swing in der Studio Combo Krems. 1980 gründete er die Familienband Plattner & Plattners Jazz Corporation, in der er mit seinen Söhnen Bernhard (Posaune) und Christian Plattner (Klarinette, Saxophon) auftrat und Tourneen auch in die BRD und DDR unternahm; 1982 spielte die Band ein Album für Wildcat ein; ihr Auftritt beim Dixieland-Festival Dresden 1983 wurde 1984 auf einer Amiga-Platte dokumentiert. Dann leitete er die Gruppe Plattner & Co. sowie die Blueswing Big Band. 
Seit 1996 gehört Plattner zur Original Storyville Jazzband Vienna, mit der er als Trompeter und Sopransaxophonist auch CDs veröffentlichte. Zudem spielte er mit Franz Bilik und seinen Brogressiv Schrammeln. Weiterhin ist er auf Alben von Atlas und Rudi Staeger zu hören. Als Komponist (Papa’s Rag, College Blues, Plattner’s Blues, Cumberland Boogie) zeigt er Vorliebe für traditionelle Formen des Jazz.

## Lexikalische Einträge
- Uwe Harten: Plattner, Helmut. In: Oesterreichisches Musiklexikon. Online-Ausgabe, Wien 2002 ff., ISBN 3-7001-3077-5.
- Jürgen Wölfer: Jazz in Deutschland. Das Lexikon. Alle Musiker und Plattenfirmen von 1920 bis heute. Hannibal, Höfen 2008, ISBN 978-3-85445-274-4.